# Ovid (miasto)
Ovid – miasto w Stanach Zjednoczonych, w stanie Nowy Jork, w hrabstwie Seneca.